# الماورة (بلاد الروس)

تعديل مصدري - تعديل

الماورة هي إحدى قرى عزلة وعلان بمديرية بلاد الروس التابعة لمحافظة صنعاء، بلغ تعداد سكانها 1358 نسمة حسب تعداد اليمن لعام 2004.